# Endeavour (supercomputadora)
Endeavour es una supercomputadora de memoria compartida en la División de Supercomputación Avanzada de la NASA (NAS) en el Centro de Investigación Ames. Fue nombrado en honor al Transbordsdor espacial Endeavour, el último orbitador construido durante el Programa del Transbordador Espacial de la NASA. 
Construido en febrero de 2013 como reemplazo de la supercomputadora Columbia, consta de dos nodos en tres bastidores SGI UV 2000 con 1,536 procesadores Intel Xeon E5-4650L "Sandy Bridge" para una capacidad de procesamiento teórico de 32 teraflops. Su entorno global de memoria compartida permite que un procesador acceda a la memoria de otros procesadores en el clúster según sea necesario, brindando a los usuarios la capacidad de ejecutar trabajos más grandes e intensivos en datos que los que se podrían lograr en otros sistemas de la NASA limitados por la memoria del procesador. En el momento de su instalación, Endeavour tenía más potencia de procesamiento que la que le quedaba a Columbia en su desmantelamiento (aproximadamente 30 teraflops en 40 bastidores SGI Altix 4700), pero en solo el diez por ciento del espacio físico. 
Actualmente es uno de los dos sistemas que posee y opera la División de Supercomputación Avanzada de la NASA, junto con Pleiades, la supercomputadora insignia de la NASA basada en la arquitectura SGI ICE y varias generaciones de procesadores Intel Xeon.